# Onthophagus grandidorsis
Onthophagus grandidorsis là một loài bọ cánh cứng trong họ Bọ hung (Scarabaeidae).